# Kalgeh Borūn
Kalgeh Borūn (persiska: کلگه برون) är en ort i Iran.   Den ligger i provinsen Kohgiluyeh och Buyer Ahmad, i den centrala delen av landet, 600 km söder om huvudstaden Teheran. Kalgeh Borūn ligger 788 meter över havet och antalet invånare är 173.
Terrängen runt Kalgeh Borūn är varierad. Runt Kalgeh Borūn är det ganska glesbefolkat, med 47 invånare per kvadratkilometer. Närmaste större samhälle är Dehdasht, 15,6 km norr om Kalgeh Borūn. Omgivningarna runt Kalgeh Borūn är i huvudsak ett öppet busklandskap.